# Libellula vibrans
Libellula vibrans is een libellensoort uit de familie van de korenbouten (Libellulidae), onderorde echte libellen (Anisoptera).
De wetenschappelijke naam Libellula vibrans is voor het eerst geldig gepubliceerd in 1793 door Fabricius.